# سیارک ۵۱۴۰
سیارک ۵۱۴۰ (به انگلیسی: 5140 Kida، نامگذاری:1990XH) پنج هزار و صد و چهلمین سیارک کشف شده است که در ۸ دسامبر ۱۹۹۰ کشف شد.
قدر مطلق سیارک برابر ۱۱٫۴۰ است.